# 伊号第百八十二潜水艦
| 画像をアップロード | |
| 艦歴               | |
| 計画               | 昭和14年度計画（第四次海軍軍備充実計画）                                                                               |
| 起工               | 1941年11月10日 |
| 進水               | 1942年5月30日 |
| 就役               | 1943年5月10日 |
| その後             | 1943年9月1日戦没 |
| 除籍               | 1943年12月1日 |
| 性能諸元           | |
| 排水量             | 基準：1,630トン 常備：1,833トン 水中：2,602トン                                                                        |
| 全長               | 105.50m |
| 全幅               | 8.25m |
| 吃水               | 4.60m |
| 機関               | 艦本式1号乙8型ディーゼル2基2軸 水上：8,000馬力 水中：1,800馬力                                                         |
| 速力               | 水上：23.1kt 水中：8.0kt                                                                                               |
| 航続距離           | 水上：16ktで8,000海里 水中：5ktで50海里                                                                                |
| 燃料               | 重油：354.7t |
| 乗員               | 86名 |
| 兵装               | 45口径十一年式12cm単装砲1門 25mm機銃連装1基2挺 53cm魚雷発射管 艦首6門 九五式魚雷12本 九三式水中聴音機 （九三式探信儀） |
| 備考               | 安全潜航深度：80m |

伊号第百八十二潜水艦（いごうだいひゃくはちじゅうにせんすいかん）は、日本海軍の潜水艦。伊百七十六型潜水艦（海大VII型）の7番艦。

## 艦歴
- 1941年（昭和16年）11月10日 - 横須賀海軍工廠で起工。
- 1942年（昭和17年）5月30日 - 進水
- 1943年（昭和18年）5月10日 - 竣工。佐世保鎮守府籍となり第1艦隊第11潜水戦隊に編入[2][3]。
  - 8月8日 - 佐世保を出港[2]。
  - 8月10日 - 第3潜水戦隊第22潜水隊に編入[2]。
  - 8月15日 - トラック着[2]。
  - 8月22日 - トラックを出航し、ニューヘブライズ方面で活動[2]。
  - 9月3日 - エスピリトゥサント島沖で米駆逐艦「ワズワース」の攻撃を受け戦没。米原艦長以下89名全員が戦死[3][4]。
  - 10月22日 - エスピリトゥサント方面で亡失と認定[5]。

## 歴代艦長
※『艦長たちの軍艦史』440-441頁による。

### 艤装員長
- 米原実 少佐：1943年3月16日 -

### 艦長
- 米原実 少佐：1943年5月10日 - 9月1日戦死